# Segurança digital
A segurança digital consiste na não violação da confidencialidade, integridade e disponibilidade de autenticidade de documentos e dados pessoais.
Alguns exemplos de violações a cada um desses requisitos são:
- Confidencialidade: alguém obtém acesso não autorizado ao seu computador e lê todas as informações contidas na sua declaração de Imposto de Renda;
- Integridade: alguém obtém acesso não autorizado ao seu computador e altera informações da sua declaração de Imposto de Renda, momentos antes de você enviá-la à Receita Federal;
- Disponibilidade: o seu provedor sofre uma grande sobrecarga de dados ou um ataque de negação de serviço e por este motivo você fica impossibilitado de enviar sua declaração de Imposto de Renda à Receita Federal.

## Riscos
Os riscos de segurança digital resumem-se a estes aspectos: furto, falsificação ou perda de identidade. Pode acontecer que alguém obtenha ilicitamente os dados da identidade digital de outrem e os use de forma fraudulenta. Para prevenir estas situações foi recentemente incluida uma alteração nos cartões multibanco em que a necessidade de inclusão de código PIN previne a utilização abusiva do mesmo. A  inclusão de uma vasta gama de informações sobre uma pessoa num mesmo cartão, incluindo-se aí o número de segurança social, de eleitor e número de Bilhete de Identidade pode colocar questões de segurança graves, face ao acumular de informações num mesmo suporte. A solução para esta situação deverá vir de arquitecturas de rede com níveis de fiabilidade, segurança e operacionalidade elevados.